# Rhyacophila newelli
Rhyacophila newelli là một loài Trichoptera trong họ Rhyacophilidae. Chúng phân bố ở miền Tân bắc.